# Synacanthococcus
Synacanthococcus är ett släkte av insekter. Synacanthococcus ingår i familjen ullsköldlöss.
Kladogram enligt Catalogue of Life:
| Synacanthococcus | \| \| Synacanthococcus bispinosus \| \| \| \| \| \| Synacanthococcus minusculus \| \| \| \| |
|                  | \| \| Synacanthococcus bispinosus \| \| \| \| \| \| Synacanthococcus minusculus \| \| \| \| |
|                  | Synacanthococcus bispinosus                                                                 |
|                  |                                                                                             |
|                  | Synacanthococcus minusculus                                                                 |
|                  |                                                                                             |